# 机器人焊接

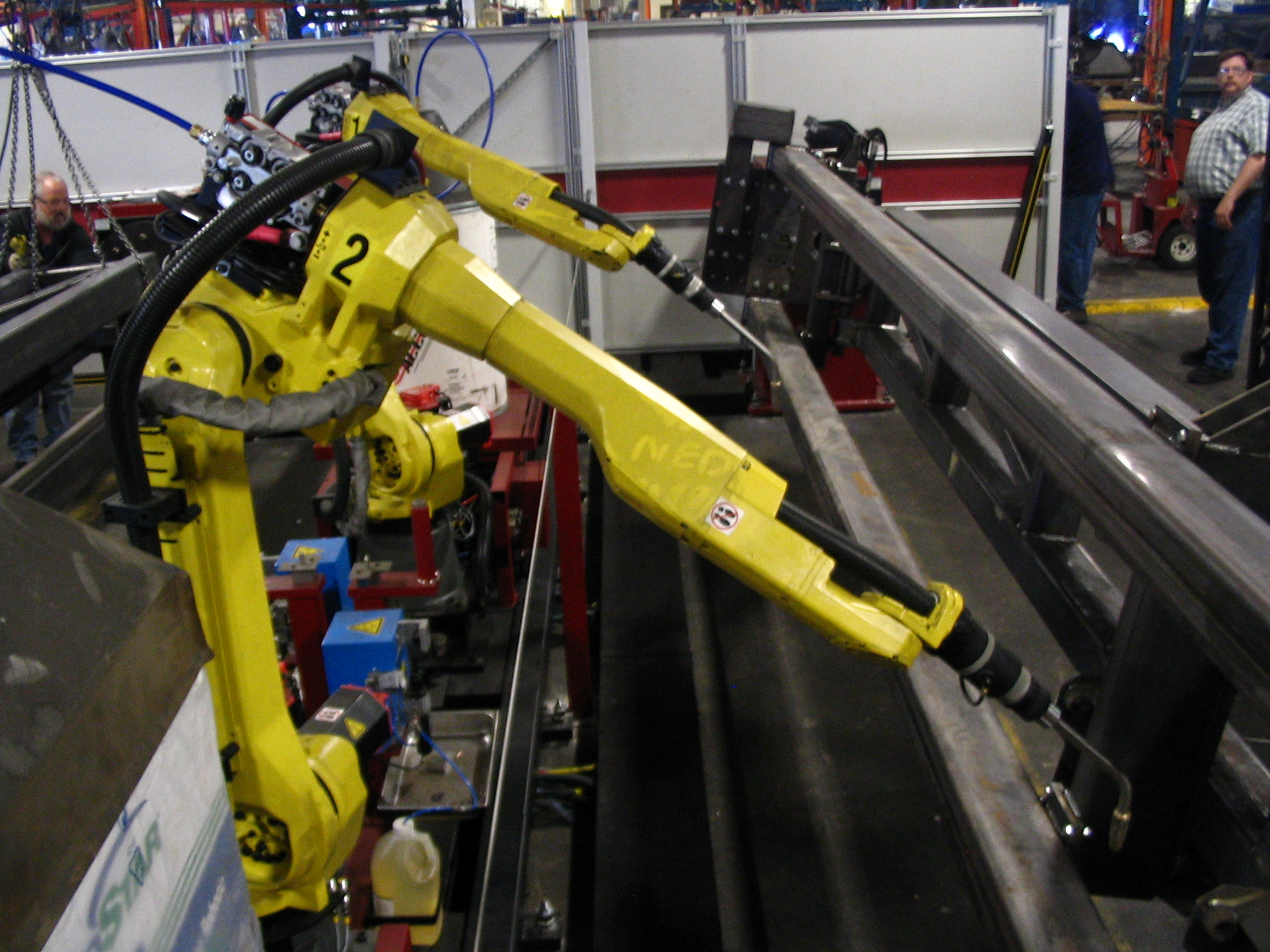
一組用在焊接的FANUC六軸機人，使用ABICOR BINZEL割炬的直臂式割炬设置

机器人焊接是工业机器人和焊接源的集成应用方式，其应用场景多是工厂流水线上自动化焊接生产为主，代替人工劳动及高危环境工作。像是熔化极气体保护电弧焊之類的焊接程序也可能是自動化進行，不過不會稱為是机器人焊接，因為工人有時需要準備要焊接的材料。机器人焊接常用在電阻點焊及電弧焊的高產量製程中，例如在汽車產業的應用。
机器人焊接是机器人学中比較新的應用，雖然机器人在1960年代就已經應用在美國的產業中，一直到1980年代才開始用機器人進行焊接，當時汽車產業開始廣泛的用機器人進行點焊。從那時開始，在產業中使用的機器人以及其應用數量都快速的成長。2005年有超過12萬個機器人用在北美的產業中，其中有半數是用在焊接。成長主要受限於高設備成本，以及在高產量應用上的限制。
机器人電弧焊近年來才開始快速成長，目前已佔了工業機器人應用的20%。電弧焊机器人的主要組成是操縱器（manipulator）或是機械單元（mechanical unit）及控制器，作用類似機器人的大腦。操縱器的作用是讓機器人運動，其設計可以分為幾種常見的類型，例如SCARA及門型機械手，用不同的坐標系統來控制機器手臂的移動。.
机器人的焊接位置是事先經由程式規劃的，或透過机器视觉來引導，也可能是這兩種方式一起使用。而機器焊接有許多的優點，有助於代工生产增加其準確性，可重複性，以及產量。
签名图像处理技術是在1990年末期就已發展，分析自動化、機械焊接時實時收集的數據，並進行分析，使焊接最佳化。